# 江村裕子
江村 裕子（えむら ゆうこ、1967年7月13日 - ）は、日本のフリーアナウンサーで長野朝日放送の元アナウンサー。

## 略歴
長野県飯山市出身。長野県飯山北高等学校を経て、信州豊南女子短期大学卒業。LCVアナウンサーを経て、1991年、長野朝日放送に入社。

## 長野朝日放送時代の出演番組
- ABNステーション
- おひさまテレビ